# Logistics Information System
Logistic Information System (w skrócie LIS) – nazwa systemu wykorzystywanego w systemach SAP AG (ERP) do analizy informacji z zakresu logistyki. Dane przechowywane są w tabelach płaskich i agregowane według wybranych kryteriów.

## Historia
Technologia LIS dla SAP R/3 rozwinęła się w momencie, w którym systemy BI (Business Intelligence, znane wcześniej jako SAP BW) nie były jeszcze tak popularne.

## Zastosowanie
LIS zapewniał podstawową analizę danych dostarczając takie informacje jak na przykład wolumen sprzedaży dla danego klienta.
W chwili obecnej wykorzystanie LIS należy do rzadkości, dlatego że wymagania względem systemów raportowania przekraczają jego możliwości. Zbieraniem i analizą danych systemów SAP ERP zajmuje się system SAP BI (lub inne systemy potrafiące zbierać informacje z systemu ERP).